# Peter Simons

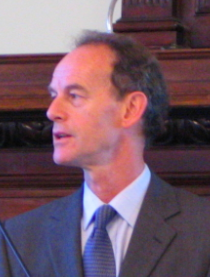
Peter Simons w Rydze, 2008 r.

Peter Murray Simons (ur. 23 marca 1950) – profesor filozofii w Trinity College w Dublinie.

## Życiorys
Peter Simons studiował na University of Manchester, i nauczał na Uniwersytecie  w Bolton, Uniwersytecie w Salzburgu, i na University of Leeds. Był prezydentem European Society for Analytic Philosophy.
W centrum jego zainteresowań leży metafizyka, ontologia,  historia logiki, historia filozofii polsko-austriackiej (w tradycji Franciszka Brentany i Szkoły lwowsko-warszawskiej). W 1984, wraz z Barrym Smithem i Kevinem Mulliganem, wprowadził do współczesnej filozofii pojęcie truthmaker (weredykat).
Peter Simons mówi płynnie m.in. po niemiecku, polsku i francusku.  Jest nominalistą, broniącym swoistej wersji tzw. teorii tropów (trope theory).

## Publikacje monograficzne
- Parts. A Study In Ontology, Oxford: Clarendon Press, 1987.
- Philosophy and Logic in Central Europe from Bolzano to Tarski. Selected Essays, Dordrecht: Kluwer, 1992.

## Członkostwo akademii
- Członek British Academy (wybrany w 2004 r.)
- Członek Academia Europaea (wybrany w 2006 r.)
- Członek zagraniczny PAN (wybrany w 2017 r.)[3]